# حزقيال كارلوس غونزاليس
حزقيال كارلوس غونزاليس (بالإسبانية: Juan Carlos González Izurieta)‏ هو لاعب كرة قدم ومدرب كرة قدم تشيلي، ولد في 13 نوفمبر 1968 في سانتياغو في تشيلي. لعب مع كولو-كولو ويونيون إسبانيولا.

## مسيرته الكروية
لعب حزقيال كارلوس غونزاليس خلال مسيرته الاحترافية مع ناديين في عشرة مواسم وسجل خلالها 12 هدفًا ضمن 200 مباراة. حيث فاز في ثلاثة مواسم بالكأس وفي ثلاثة مواسم بالدوري.
خاض حزقيال كارلوس غونزاليس مسيرته مع نادي يونيون إسبانيولا في موسم 1991 ليلعب معه خمسة مواسم، مشاركًا في 101 مباراة سجل خلالها 4 أهداف. ثم انتقل إلى نادي كولو-كولو في موسم 1996 ليلعب معه خمسة مواسم، حيث شارك في 99 مباراة سجل خلالها 8 أهداف.

## وصلات خارجية
- حزقيال كارلوس غونزاليس على موقع قاعدة بيانات كرة القدم.إي يو (الإنجليزية)
- حزقيال كارلوس غونزاليس على موقع ناشيونال فوتبول تيمز (الإنجليزية)
- حزقيال كارلوس غونزاليس على موقع عالم كرة القدم.نت (الإنجليزية)